# Jaume de Cardona (comanador de l'orde de Sant Jaume)
Jaume de Cardona (? - 1553) fou comanador de l'orde de Sant Jaume, Baró de Sant Mori, de Vilaür, de Bellcaire d'Empordà i de la Tallada d'Empordà. Fill bastard del primer duc de Cardona Joan Ramon Folc IV, la seva mare era una dama valenciana. Es casà l'any 1503 amb Caterina de Rocabertí, hereva de la baronia de Sant Mori, filla de Bernat Hug de Rocabertí i Ortafà. A partir d'aquest casament, el llinatge dels barons de Sant Mori, portaran el cognom de Cardona-Rocabertí. Amb Caterina de Rocabertí tingueren els següents fills: Lluís de Cardona i Rocabertí, baró de Sant Mori, casat amb Jerònima Queralt; Cecília, casada amb Guerau de Queralt, senyor de Santa Coloma; Rafaela de Cardona-Rocabertí, casada amb Carles d'Oms-Cruïlles de Vilademany, baró de Rupit; Jaume de Cardona i de Rocabertí, casat amb Magina de Segurioles; Elisabet; Joan i Maria. Va morir assassinat.